# Handleyomys alfaroi
Handleyomys alfaroi, también conocida como rata de arroz de Alfaro o Oryzomys alfaro, es una especie de roedor en el género Handleyomys de la familia Cricetidae. 

## Taxonomía
Fue incluido previamente en el género Oryzomys como Oryzomys alfaroi. 

## Distribución y hábitat
Su área de distribución incluye  Belice, Colombia, Costa Rica, Ecuador, El Salvador, Guatemala, Honduras, México, Nicaragua y Panamá. 
Su hábitat natural son los bosques de tierras bajas o de montañas de bosque seco, subtropical y tropical en altitudes que van sobre el nivel del mar hasta 2500 m s. n. m.

### Literatura citada
- Musser, G. G. y M. D. Carleton. 2005. Superfamily Muroidea. pp. 894–1531 en Mammal Species of the World. A Taxonomic and Geographic Reference. D. E. Wilson and D. M. Reeder eds. Johns Hopkins University Press, Baltimore.
- Weksler, M.; Percequillo, A. R.; Voss, R. S. (19 de octubre de 2006). «Ten new genera of oryzomyine rodents (Cricetidae: Sigmodontinae)». American Museum Novitates (Nueva York: American Museum of Natural History) 3537: 1-29. ISSN 0003-0082. doi:10.1206/0003-0082(2006)3537[1:TNGOOR]2.0.CO;2. hdl: 2246/5815.